# Viforul Dacia București (rugby)
Viforul Dacia București a fost un club de rugby din București, România, înființat în 1932. În total, Stadiul Român avea să cucerească nouă (4) titluri naționale, ultimul în ediția 1945/46 a campionatului, și 5 cupe ale României.

## Palmares
Liga Națională de Rugby:
 Campioni (4) : 1939/40, 1941/42, 1942/43, 1945/46
 Vicecampioni (3) : 1938/39, 1940/41, 1946/47
 Locul 3 (1) : 1937/38
 Cupa României:
Câștigători (5) : 1934, 1939, 1942, 1945, 1946
 Finaliști (1) : 1938